# Servicio Militar Patriótico
El Servicio Militar Patriótico o S.M.P. fue una de las estrategias utilizada por el entonces gobierno del Frente Sandinista de Liberación Nacional entre 1983-1990 a raíz de la presión militar de los Contras en las regiones norte, centro y atlántico de Nicaragua.

## Creación
El S.M.P. fue creado mediante la llamada Ley del Servicio Militar Patriótico, Decreto n.º 1327, publicado en "La Gaceta" N.º 228 del 6 de octubre de 1983. Esta ley derogada el 25 de abril de 1990 como primer acto del gobierno de Violeta Chamorro, quien dictó la suspensión indefinida del servicio militar mediante el "Decreto No. 2-90".

## Alcances
Conforme a esta ley se les exigía a los hombres entre 18 y 40 años y a las mujeres de manera voluntaria enlistarse en el entonces llamado Ejército Popular Sandinista (E.P.S.). De esta manera, el E.P.S. incrementó sus fuerzas para enfrentarse a la que llamaron "contrarrevolución", autonombrada "Resistencia Nicaragüense".

## Tiempo de servicio
En el cumplimiento del S.M.P., muchos jóvenes, la mayoría estudiantes de los últimos años de secundaria y universitarios; algunos militantes de la llamada Juventud Sandinista 19 de Julio (J.S. 19 de J.) cumplieron 24 o más meses (hasta 30 meses en muchos casos) de servicio militar activo en campaña, agregándose un año de servicio militar de reserva.

## Acciones combativas
Fueron muchos los combates librados entre los Batallones de Lucha Irregular (B.L.I.)  conformados por jóvenes que eran llamados por la propaganda oficialista "Cachorros de Sandino" y las Fuerzas de Tarea de La Contra formadas por jóvenes que se llamaban entre sí Comandos.
La operación militar de mayor envergadura en las que participaron está la denominada Operación Danto 88, que atacó los campamentos de la Contra ubicados en territorio hondureño. 
También, son recordados combates encarnizados en los lugares siguientes:
- Departamentos de Matagalpa y Jinotega, norte-centro 
  - San José de las Mulas (27 de febrero de 1983),[2] Rancho Grande (Matagalpa).
  - Zompopera, Santa María de Pantasma (Jinotega).

- Departamentos de Nueva Segovia y Estelí, norte
  - Fila La Yegua, El Jícaro (Nueva Segovia).
  - Quilalí (Nueva Segovia).
  - Teotecacinte, Jalapa (Nueva Segovia).
  - La Trinidad (Estelí).

- Departamento de Chontales y Región Autónoma de la Costa Caribe Sur (RACCS) 
  - El Rama (Costa Caribe Sur).
  - La Gateada (Chontales).
  - Nueva Guinea (Costa Caribe Sur).

## Controversia
En septiembre de 2009, durante las celebraciones del XXX Aniversario del Ejército de Nicaragua, el General de Ejército en retiro Humberto Ortega Saavedra quien fue comandante en jefe del E.P.S., desató una polémica al mencionar en un artículo periodístico que bajas efectivas del S.M.P. fueron 3.500, un dato que muchos consideran mínimo y cínico para la magnitud fratricida del conflicto.
Además, reconoció el sacrificio de miles de jóvenes reclutas voluntarios y obligados, al afirmar lo siguiente:
"El SMP fue vital para la defensa armada exitosa sin la cual se derrumba la Revolución, no hay paz ni el rumbo hacia la democracia."
Siendo uno de los estrategas del conflicto militar, sus reflexiones escritas fueron percibidas por un amplio sector como "apología y justificación de la guerra" que dejos miles de muertos, las secuelas en los mutilados y afectados psicológicos que dejó el conflicto que terminó sin vencedores ni vencidos, al menos en el campo de batalla.
También, es cierto que la política oficial del gobierno estadounidense en la administración de Ronald Reagan impulso una "guerra de agresión, de carácter no convencional" de un Estado contra otro Estado (evidenciado en el fallo a favor de Nicaragua, por la Corte Internacional de Justicia de La Haya), empleando a la Contrarrevolución como punta de lanza, formando el Frente Democrático Nicaragüense (FDN) que dirigido por el Departamento de Estado y la CIA agrupó 16 mil combatientes, campesinos en su mayoría, con la estrategia de "guerra irregular" en el marco de un "conflicto de baja intensidad" que buscaba la invasión de Nicaragua, al estilo de Grenada (1983).
En 1987 los indígenas caribeños contrarrevolucionarios se unen en YATAMA al mismo tiempo que se forma la Resistencia Nicaragüense (RN) al unirse el FDN, la UNO y el Bloque Opositor del Sur (BOS), y esta con el apoyo de Estados Unidos y de cara al proceso de negociación centroamericano de paz, activó miles de tropas bien entrenadas y equipadas en sus Fuerzas de Tarea que logran operar en profundidad hasta El Rama y el sector minero de Bonanza, entablándose encarnizados combates siendo rechazados por el EPS en la Operación Interarmas 87, que obliga al grueso de los contrarrevolucionarios a regresar a territorio hondureño, hasta donde en marzo de 1988 el EPS penetra desarticulando el Comando Estratégico de la contrarrevolución en la audaz Operación Danto 88 ante la cual Estados Unidos responde con la Operación Faisán Dorado movilizando miles de tropas hacia sus bases militares en Honduras y con aviones caza-bombarderos en pleno vuelo amenazando con bombardear objetivos estratégicos en territorio nicaragüense.
Hasta hoy se desconoce el número de jóvenes que fueron bajas mortales en todo el período de la guerra civil en Nicaragua (1983-1990), pero se menciona un total de 150.000 bajas entre ambos bandos más los civiles muertos. Tampoco se conoce el número de reclutas efectivos del S.M.P., se calcula que unos 180.000 jóvenes entre 15 y 29 años estaban en edad de cumplir el reclutamiento.